# Narodzenie Najświętszej Maryi Panny
Narodzenie Najświętszej Maryi Panny – historia apokryficzna z Protoewangelii Jakuba.
Sama ewangelia nie weszła do kanonu Kościoła katolickiego, lecz święto Narodzenia Najświętszej Maryi Panny obchodzone jest oficjalnie przez Kościół 8 września.
Apokryf opisuje dzieciństwo Maryi, jej życie u boku starszych już rodziców Joachima i Anny w Jerozolimie – miejscu urodzenia. Rodzice przez wiele lat bardzo starali się i modlili o dziecko, a gdy wreszcie ich prośba została spełniona i narodziła się Miriam, oddali ją z wdzięczności na wychowanie do świątyni, gdy skończyła 3 lata. Wychowywała się tam wśród pobożnych niewiast.
Święto obchodzono w pierwszych wiekach chrześcijaństwa w Jerozolimie, potem w Konstantynopolu. We Francji (Reims) od VII w.n.e. (614–631). W Rzymie w VIII wieku papież zaliczył je do czterech najważniejszych uroczystości maryjnych w roku liturgicznym.

## Kościół katolicki w Polsce
W Polsce Narodzenie Najświętszej Maryi Panny świętowano jako święto Matki Boskiej Siewnej. Przynoszono do kościoła ziarno przeznaczone na jesienny zasiew a kapłan święcił je. Dopiero wtedy można było przystąpić do jesiennego siewu.
Dzień 8 września jest także świętem w:
- Tarnobrzegu – Matki Bożej Dzikowskiej
- Skępem – Matki Bożej Skępskiej
- diecezji tarnowskiej – uroczystość Narodzenia NMP
- archidiecezji warmińskiej – Matki Bożej Gietrzwałdzkiej

## Cerkiew prawosławna w Polsce
Cerkiew prawosławna Narodzenie Najświętszej Bogurodzicy (cs. Rożdiestwo Prieswiatoj Bohorodicy) świętuje 8/21 września, tj. 21 września według kalendarza gregoriańskiego. W tradycji ludowej prawosławnej ludności Podlasia święto to nazywane jest Preczysta. Dzień ten miał kończyć, następujący po żniwach, okres uprzątania pól, a zaczynać czas orki i siewu.
Święto patronalne cerkwi w: Bielsku Podlaskim, Gródku, Krynkach, Kętrzynie, Juszkowym Grodzie, Mielniku, Opace Dużej, Przemyślu i Rogaczach. Ponadto uroczyście obchodzi się je również w parafiach w Dubinach, Grodzisku i Trześciance.